# Động đất Tulbagh 1969
Động đất Tulbagh 1969 là trận động đất xảy ra vào lúc 20:03 (theo giờ Nam Phi), ngày 29 tháng 9 năm 1969. Trận động đất có cường độ 6,3 richter, tâm chấn độ sâu khoảng 15 km tại Tulbagh, Nam Phi. Trận động đất trên là kết quả của Đứt gãy trượt ngang dọc theo hướng Tây Bắc–Đông Nam gần mặt phẳng đứt gãy thẳng đứng.
Hậu quả trận động đất đã làm 12 người thiệt mạng, các công trình nhà cửa, đường xá bị thiệt hại nặng nề ở các thị trấn Ceres, Tulbagh và Wolseley, Nam Phi.